# Adromischus
Adromischus ist eine Pflanzengattung aus der Familie der Dickblattgewächse (Crassulaceae). Der botanische Name der Gattung leitet sich von den griechischen Wörtern „άδρός“ (hadros) für dick, kräftig und „μίσχος“ (mischos) für Blütenstiel ab und verweist auf die dicken Blütenstiele der Pflanzen.

## Beschreibung
Die Arten der Gattung Adromischus sind ausdauernde, kahle bis drüsig-klebrige, krautige, sukkulente Pflanzen, die aufrecht bis niederliegend wachsen und eine Wuchshöhe von bis etwa 20 Zentimetern erreichen. Ihre sukkulenten, stielrunden Triebe weisen eine glatte, abschälende Borke auf und sind häufig kurz und gestaucht. Die ganzrandigen, kahlen bis drüsenhaarigen Blätter sind flach bis fast stielrund. Sie sind grau oder grünfleckig sowie oft mehlartig bepudert. Die Blätter sind linealisch, elliptisch, eiförmig bis verkehrt eiförmig oder keulig. Sie sind an der Basis keilförmig und an ihrer Spitze stumpf.
Der endständige Blütenstand ist eine ährenartige, aufrechte Thyrse von bis zu 55 Zentimetern Länge, die aus wenigen bis zahlreichen Monochasien mit ein bis fünf Blüten besteht. Die fünfzähligen Blüten sind aufrecht und nur bei Adromischus phillipsiae hängend. Ihre kurzen Kelchblätter sind dreieckig. Die röhrige Krone ist außen kahl. Ihre weißen, rosaroten bis roten Zipfel sind ausgebreitet bis zurückgeschlagen und nicht miteinander verwachsen. Die Staubblätter stehen in zwei Reihen zu je fünf Staubblättern und können aus der Blütenröhre herausragen. Ihre Staubfäden sind an der Basis mit der Krone verwachsen und dort papillös. Die gelben Staubbeutel sind kugelförmig. Die Fruchtblätter sind verlängert, der Griffel kurz und die Narbe kopfig.

## Systematik und Verbreitung
Die Gattung Adromischus ist in Südafrika und Namibia endemisch verbreitet.
Die Erstbeschreibung durch Charles Lemaire wurde 1852 veröffentlicht. Nach Ernst van Jaarsveld wird die Gattung Adromischus in fünf Sektion mit folgenden Arten untergliedert:
- Sektion Adromischus
  - Adromischus alstonii (Schönl. & Baker f.) C.A.Sm.
  - Adromischus bicolor Hutchison
  - Adromischus filicaulis (Eckl. & Zeyh.) C.A.Sm.
    - Adromischus filicaulis subsp. filicaulis
    - Adromischus filicaulis subsp. marlothii (Schönland) Toelken

  - Adromischus hemisphaericus (L.) Lem.
  - Adromischus liebenbergii Hutchison
  - Adromischus montium-klinghardtii (Dinter) A.Berger
  - Adromischus roanianus Uitewaal

- Sektion Boreali Toelken
  - Adromischus schuldtianus (Poelln.) Poelln.
    - Adromischus schuldtianus subsp. juttae (Poelln.) Toelken
    - Adromischus schuldtianus subsp. schuldtianus

  - Adromischus trigynus (Burch.) Poelln.
  - Adromischus umbraticola C.A.Sm.
    - Adromischus umbraticola subsp. ramosus C.A.Sm.
    - Adromischus umbraticola subsp. umbraticola

- Sektion Brevipedunculati Poelln.
  - Adromischus caryophyllaceus Lem.
  - Adromischus diabolicus Toelken
  - Adromischus fallax Toelken
  - Adromischus humilis (Marloth) Poelln.
  - Adromischus nanus (N.E.Br.) Poelln.
  - Adromischus phillipsiae (Marloth) Poelln.

- Sektion Incisilobati Uitewaal
  - Adromischus inamoenus Toelken
  - Adromischus maculatus Lem.
  - Adromischus mammillaris Lent.
  - Adromischus maximus Hutchison
  - Adromischus sphenophyllus C.A.Sm.
  - Adromischus triflorus A.Berger

- Sektion Longipedunculati Poelln.
  - Adromischus cooperi A.Berger
  - Adromischus cristatus (Haw.) Lem.
    - Adromischus cristatus var. clavifolius (Haw.) Toelken
    - Adromischus cristatus var. cristatus
    - Adromischus cristatus var. mzimvubuensis van Jaarsv.
    - Adromischus cristatus var. schonlandii (E.Phillips) Toelken
    - Adromischus cristatus var. zeyheri (Harv.) Toelken

  - Adromischus leucophyllus Uitewaal
  - Adromischus marianiae A.Berger
    - Adromischus marianiae var. hallii (Hutchison) Toelken
    - Adromischus marianiae var. immaculatus Uitewaal
    - Adromischus marianiae var. kubusensis (Uitewaal) Toelken
    - Adromischus marianiae var. marianiae

  - Adromischus subdistichus Makin ex Bruyns
  - Adromischus subviridis Toelken

## Nachweise